# Associazione Calcio Fiorentina 1926-1927
Questa voce raccoglie le informazioni riguardanti l'Associazione Calcio Fiorentina nelle competizioni ufficiali della stagione 1926-1927.

## Stagione

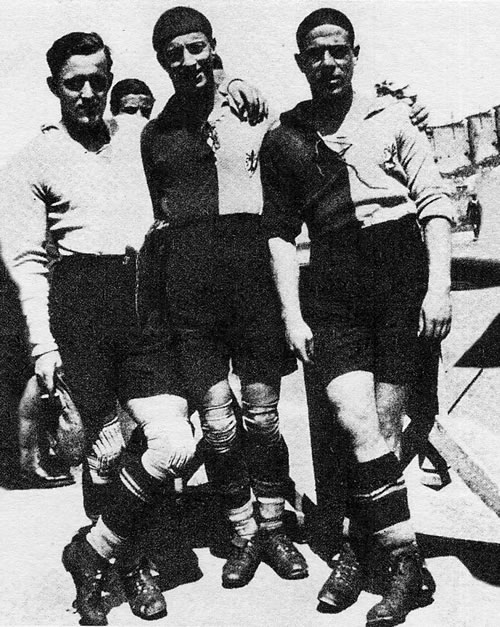
La maglia biancorossa della Fiorentina nel 1926.

Domenica 29 agosto 1926, in uno studio notarile, venne redatto l'atto costitutivo dell'Associazione Calcio Firenze, in seguito alla fusione tra le due maggiori squadre di Firenze: la Palestra Ginnastica Fiorentina Libertas e il Club Sportivo Firenze. La prima maglia ufficiale era inquartata bianca e rossa, colori di Firenze e dei club da cui è originata la Fiorentina, costituendo così il simbolo dell'unione tra le vecchie rivali; i pantaloncini e i calzettoni erano invece di colore nero. Venne inoltre utilizzata una seconda maglia a strisce verticali biancorosse. Come terreno di gioco venne scelto lo Stadio Velodromo Libertas di Via Bellini, l'impianto della Libertas. La rosa della nuova società era composta da calciatori provenienti dai due club, in particolare dalla Libertas, con l'inserimento in stagione in corso di alcuni elementi facenti parte delle giovanili gigliate come Romeo I, Romeo II e Nichele.
Il 20 settembre si tenne il primo incontro della nuova squadra, un'amichevole informale contro il Signa, che batté per 1-2 i biancorossi; la formazione gigliata era composta da Sbrana, Posteiner, Benassi, Focosi, Tuti, Segoni, Salvatorini, Baldini, Barigozzi, Baccilieri, Bandini. Per questa prima partita venne utilizzata una maglia in tinta unita colore rosso scuro. Il 29 settembre la Fiorentina disputò un'altra amichevole, questa volta ufficiale, pareggiando allo stadio Libertas contro la Sampierdarenese per 2-2.

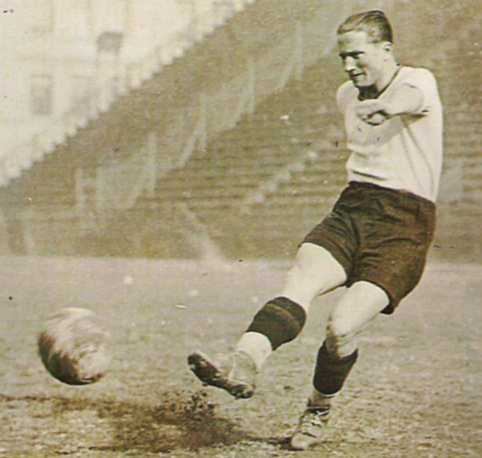
Rodolfo Volk, miglior marcatore della squadra nel 1926-1927.

Grazie al piazzamento della Libertas nella Seconda Divisione 1925-1926, nella sua prima stagione la società poté iscriversi al girone C di Lega Nord della Prima Divisione, la seconda serie nazionale; il primo incontro ufficiale di campionato si tenne nello stadio di via Bellini il 3 ottobre 1926 contro il Pisa, terminato con una vittoria per 3-1, con primo gol della storia segnato da Rodolfo Volk. Sebbene la nuova società fosse registrata al torneo come "Associazione Calcio Firenze", per la prima gara di quel primo campionato la società assunse la denominazione di "Associazione Fiorentina del Calcio" per la maggiore assonanza con il nome completo della Libertas, in virtù del maggiore apporto di questo club nella fusione, divenendo nel 1927 "Associazione Calcio Fiorentina".
Dopo un buon inizio di campionato, il club, che comprendeva giocatori provenienti dalle due vecchie società allenati da Károly Csapkay, ebbe un periodo di flessione con quattro sconfitte consecutive, terminando questa prima stagione di formazione al sesto posto su dieci squadre; con 11 reti, il capocannoniere della squadra fu Rodolfo Volk, un fiumano che si faceva chiamare Bolteni non avendo avuto le necessarie autorizzazioni dai vertici militari per evitare la leva militare. Il 21 aprile 1927 si tenne il primo incontro internazionale dei gigliati, un'amichevole contro il Lugano terminata 3-1.

## Divise
| (prima versione) | (seconda versione) | (terza versione) |

## Rosa
| N. |                     | Ruolo | Calciatore          |
| -- | ------------------- | ----- | ------------------- |
|    | Italia (bandiera)   | P     | Vittorio Sbrana     |
|    | Italia (bandiera)   | P     | Giulio Serravalli   |
|    | Italia (bandiera)   | D     | Alberto Benassi     |
|    | Italia (bandiera)   | D     | Curzio Longoni      |
|    | Ungheria (bandiera) | D     | Árpád Posteiner     |
|    | Italia (bandiera)   | D     | Ernesto Romeo (I)   |
|    | Italia (bandiera)   | D     | Duilio Segoni (I)   |
|    | Italia (bandiera)   | C     | Giuseppe Baccilieri |
|    | Italia (bandiera)   | C     | Ermanno Barigozzi   |

| N. |                   | Ruolo | Calciatore          |
| -- | ----------------- | ----- | ------------------- |
|    | Italia (bandiera) | C     | Giuseppe Focosi     |
|    | Italia (bandiera) | C     | Aldo Nichele        |
|    | Italia (bandiera) | C     | Zelante Salvatorini |
|    | Italia (bandiera) | A     | Mario Baldini       |
|    | Italia (bandiera) | A     | Italo Bandini       |
|    | Italia (bandiera) | A     | Rodolfo Volk        |
|    | Italia (bandiera) | A     | Giovanni Carulli    |
|    | Italia (bandiera) | A     | Romeo (II)          |

## Calciomercato
| Acquisti | Acquisti            | Acquisti         | Acquisti   |
| R.       | Nome                | da               | Modalità   |
| -------- | ------------------- | ---------------- | ---------- |
| P        | Vittorio Sbrana     | ???              | definitivo |
| P        | Giulio Serravalli   | Libertas Firenze | definitivo |
| D        | Alberto Benassi     | Carpi            | definitivo |
| D        | Curzio Longoni      | CS Firenze       | definitivo |
| D        | Jan Posteiner       | Libertas Firenze | definitivo |
| D        | Duilio Segoni       | Libertas Firenze | definitivo |
| C        | Giuseppe Baccilieri | Libertas Firenze | definitivo |
| C        | Ermanno Barigozzi   | Libertas Firenze | definitivo |
| C        | Giuseppe Focosi     | Libertas Firenze | definitivo |
| C        | Zelante Salvatorini | Libertas Firenze | definitivo |
| A        | Mario Baldini       | Libertas Firenze | definitivo |
| A        | Italo Bandini       | CS Firenze       | definitivo |
| A        | Rodolfo Volk        | Libertas Firenze | definitivo |
| A        | Giovanni Garulli    | CS Firenze       | definitivo |

| Cessioni | Cessioni             | Cessioni    | Cessioni   |
| R.       | Nome                 | a           | Modalità   |
| -------- | -------------------- | ----------- | ---------- |
| .        | Renato Abbele        | ???         | definitivo |
| A        | Tullio Aliatis       | ???         | definitivo |
| .        | Giuseppe Bacconi     | ???         | definitivo |
| .        | Ugo Baldi            | ???         | definitivo |
| .        | Ferruccio Bartolozzi | ???         | definitivo |
| .        | Carmelo Basile       | ???         | definitivo |
| .        | Silvio Bigozzi       | ???         | definitivo |
| .        | Elvezio Briardi      | ???         | definitivo |
| .        | Normanno Burchiani   | ???         | definitivo |
| A        | Piero Lajnes Cardoso | ???         | definitivo |
| .        | Bruno Castagnoli     | ???         | definitivo |
| .        | Sergio Ceccherini    | ???         | definitivo |
| .        | Enzo Cetrone         | ???         | definitivo |
| .        | Bruno De Santi       | ???         | definitivo |
| .        | Mario Desti          | ???         | definitivo |
| D        | Luigi Farina         | ???         | definitivo |
| .        | Alberto Gaggioli     | ???         | definitivo |
| .        | Giuseppe Galluzzi    | Alba Roma   | definitivo |
| .        | Vasco Gilli          | ???         | definitivo |
| .        | Augusto Gozzini      | ???         | definitivo |
| .        | Marcello Guidi       | ???         | definitivo |
| .        | Giuseppe Innocenti   | ???         | definitivo |
| C        | Gaetano Magnifico    | ??          | definitivo |
| A        | Vittorio Manetti     | ???         | definitivo |
| .        | Renato Marzocchi     | ???         | definitivo |
| A        | Carlo Mazzacurati    | Pisa        | definitivo |
| .        | Giuseppe Molinari    | ???         | definitivo |
| .        | Mario Nava           | ???         | definitivo |
| .        | Secondo Pratesi      | ???         | definitivo |
| .        | Bruno Rafanelli      | ???         | definitivo |
| .        | Aldo Rosi            | ???         | definitivo |
| .        | Renato Rossi         | ???         | definitivo |
| A        | Aldo Sala            | US Milanese | definitivo |
| .        | Oscar Segoni         | ???         | definitivo |
| A        | Vasco Segoni         | ???         | definitivo |
| .        | Francesco Sporteni   | ???         | definitivo |

## Risultati

### Girone di andata
| Arbitro: | Reichlin (Napoli) |

|                      |           |       |
| Volk 46’ Baldini 35’ | Marcatori | Bugni |

| Arbitro: | Delle Mole (Vicenza) |

|  |           |          |
|  | Marcatori | 90’ Volk |

| Arbitro: | Medica (Bologna) |

|          |           |           |
| Volk 63’ | Marcatori | 90’ Tassi |

| Arbitro: | Bonello (Venezia) |

|                                                   |           |                |
| Camurri 23’ (rig.) rig. Micheli 46’ Focherini 76’ | Marcatori | 86’ Baccilieri |

| Arbitro: | Zacco (Padova) |

|                                     |           |          |
| Mrkwiska 7’ Barbieri 16’ Romani 50’ | Marcatori | 68’ Volk |

| Arbitro: | A.Gama (Milano) |

|              |           |                  |
| Volk Garulli | Marcatori | Nehadoma Cantini |

| Arbitro: | Mastellari (Bologna) |

|                   |           |         |
| Durante Marchetti | Marcatori | Benassi |

| Arbitro: | De Renzis (Genova) |

|         |           |            |
| Baldini | Marcatori | Del Debbio |

| Arbitro: | Casetta (Milano) |

|             |           |             |
| Ferrais 59’ | Marcatori | 76’ Nichele |

### Girone di ritorno
| Arbitro: | Costa (La Spezia) |

|           |           |  |
| Gagliardi | Marcatori |  |

| Arbitro: | Toso (Venezia) |

|                                     |           |                          |
| Volk 32’ Baccilieri 44’ Benassi 72’ | Marcatori | 5’, 9’, 13’, 63’ Aigotti |

| Arbitro: | Guarnieri (Milano) |

|                                                        |           |  |
| Rossi 14’ Quaglietti 15’ Bertoli 26’, 49’ Mistrali 86’ | Marcatori |  |

| Arbitro: | Galli (Bologna) |

|                           |           |  |
| Nichele 7’ Baccilieri 28’ | Marcatori |  |

| Arbitro: | Montessoro (Novi Ligure) |

|                      |           |                            |
| Volk 56’ Nichele 64’ | Marcatori | 4’ Vassarotti 57’ Barbieri |

| Arbitro: | Dani (Genova) |

|                 |           |  |
| Innocenti Barni | Marcatori |  |

| Arbitro: | Casetta (Milano) |

|      |           |  |
| Volk | Marcatori |  |

| Arbitro: | Gamberini (Bologna) |

|               |           |  |
| Volk Romeo II | Marcatori |  |

| Arbitro: | Canetta (Alessandria) |

|                |           |  |
| Gambino Giorgi | Marcatori |  |

## Statistiche

### Statistiche di squadra
| Competizione    | Punti | In casa | In casa | In casa | In casa | In casa | In casa | In trasferta | In trasferta | In trasferta | In trasferta | In trasferta | In trasferta | Totale | Totale | Totale | Totale | Totale | Totale | DR |
| Competizione    | Punti | G       | V       | N       | P       | Gf      | Gs      | G            | V            | N            | P            | Gf           | Gs           | G      | V      | N      | P      | Gf     | Gs     | DR |
| --------------- | ----- | ------- | ------- | ------- | ------- | ------- | ------- | ------------ | ------------ | ------------ | ------------ | ------------ | ------------ | ------ | ------ | ------ | ------ | ------ | ------ | -- |
| Prima Divisione | 17    | 9       | 6       | 2       | 1       | 19      | 11      | 9            | 1            | 1            | 7            | 5            | 19           | 18     | 7      | 3      | 8      | 24     | 30     | -6 |

### Andamento in campionato
| Giornata  | 1 | 2 | 3 | 4 | 5 | 6 | 7 | 8 | 9 | 10 | 11 | 12 | 13 | 14 | 15 | 16 | 17 | 18 |
| --------- | - | - | - | - | - | - | - | - | - | -- | -- | -- | -- | -- | -- | -- | -- | -- |
| Luogo     | C | T | C | T | T | C | C | T | T | C  | T  | T  | C  | C  | T  | C  | C  | T  |
| Risultato | V | V | N | P | P | V | V | N | P | P  | P  | P  | V  | N  | P  | V  | V  | P  |
| Posizione | 1 | 1 | 1 | 3 | 3 | 3 | 4 | 4 | 5 | 6  | 7  | 7  | 7  | 7  | 7  | 7  | 6  | 6  |

Legenda:

Luogo: C = Casa; T = Trasferta. Risultato: V = Vittoria; N = Pareggio; P = Sconfitta.

### Statistiche dei giocatori
| Giocatore      | 1ª Divisione | 1ª Divisione |
| Giocatore      | Presenze     | Reti         |
| -------------- | ------------ | ------------ |
| G. Baccilieri  | 15           | 2            |
| M. Baldini     | 14           | 3            |
| I. Bandini     | 16           | 0            |
| A. Benassi     | 8            | 3            |
| E. Ermanno     | 7            | 0            |
| G. Focosi      | 15           | 0            |
| G. Garulli     | 4            | 1            |
| C. Longoni     | 1            | 0            |
| A. Nichele     | 15           | 3            |
| A. Posteiner   | 17           | 0            |
| E. Romeo (I)   | 15           | 0            |
| Romeo (II)     | 4            | 1            |
| Z. Salvatorini | 18           | 0            |
| A. Sbrana      | 10           | 0            |
| D. Segoni      | 16           | 0            |
| G. Serravalli  | 8            | 0            |
| R. Volk        | 15           | 11           |